# Falls Creek (ort i Australien, New South Wales)
Falls Creek är en ort i Australien. Den ligger i kommunen Shoalhaven Shire och delstaten New South Wales, i den sydöstra delen av landet, omkring 140 kilometer sydväst om delstatshuvudstaden Sydney. Antalet invånare är 1 226.
Närmaste större samhälle är Nowra, nära Falls Creek. 
I omgivningarna runt Falls Creek växer i huvudsak städsegrön lövskog. Runt Falls Creek är det glesbefolkat, med 18 invånare per kvadratkilometer. Genomsnittlig årsnederbörd är 1 488 millimeter. Den regnigaste månaden är mars, med i genomsnitt 218 mm nederbörd, och den torraste är juli, med 41 mm nederbörd.